# Amaury Fontenele
Amaury Fontenele é um cantor, compositor e produtor musical. Natural do estado do Ceará, gravou alguns discos fundindo o rap e o rock numa temática cristã. Foi ex-integrante do grupo Cidadão Instigado.
Seu álbum de estreia, Coisas que Você precisa Ouvir foi lançado em 1996 pela gravadora Gospel Records, sendo gravado no quarto do cantor. Mescla o rap e o rock com características da dance music.
Já em 2001, lançou Pinguim com frio no meio do Alasca.
Também trabalhou como produtor musical no disco Na Virada do Milênio de Brother Simion (2000) e Sol à Meia Noite de Luciano Manga (2003).
Atualmente mora nos Estados Unidos.

## Discografia
- 1996: Coisas que Você precisa Ouvir
- 2001: Um Pinguim Com Frio no Alaska
- 2005: Um Dia (EP)